# 瓜拉尼语字母
瓜拉尼语字母表 (achegety) 是南美洲巴拉圭等地使用的瓜拉尼语的语音书写字母系统，共包含以下33个字母：
A, Ã, CH, E, Ẽ, G, G̃, H, I, Ĩ, J, K, L, M, MB, N, ND, NG, NT, Ñ, O, Õ, P, R, RR, S, T, U, Ũ, V, Y, Ỹ, '.
其中"A", "E", "I", "O", "U", "Y"6个字母是元音；有些字母上加了波浪號，代表是鼻音化。独立字母的撇号" ' "（瓜拉尼语称作puso），代表着喉塞音。其他的字母（包括"Ñ"、"G̃"和其他的二合字母）均为辅音字母。
拉丁文字字母系统的B、C和D仅用于与另一个字母形成的二合字母中。然而拉丁文字字母系统的F、Q、W、X和Z根本的没有被利用到。"L"与二合字母"RR"仅用于西班牙语的外来语、受西班牙语语音体系影响的单词中或不发音的拟声词中。西班牙语字母系统中的"LL"二合字母在瓜拉尼语中没有得到使用。
ISO/IEC 8859-1字体没有提供"E"、"I"、"U"、"Y"和"G"的鼻音化字母形素的电脑显示，瓜拉尼语鼻音化"G"字母在Unicode中也没有得到收录。如需输入这些字母时可以把鼻音化符号置於字母之後，分别用"E~", "I~", "U~", "Y~", "G~"来代替，也可以用带有抑扬符号的字母来代替，（即："Ê", "Î", "Û", "Ŷ", "Ĝ"）。
重音符号 " ´ " 用于指示词中的重音(muanduhe)。在省略重音符号时，重音落在最后一个音节上：syva [sy'va] （前额）, áva ['ava] （头发）, tata [ta'ta] （火）, tái [taj] （胡椒）。

## 历史
在15世纪西班牙殖民者入侵南美洲时，瓜拉尼人并没有自己的书写系统。瓜拉尼最早的书写符号是耶稣会的传教士使用的拉丁字母。牧师安东尼奥·鲁伊兹·德·蒙托亚(Antonio Ruíz de Montoya) 将这些文件收录于他的《Tesoro de la lengua guaraní》（1639年出版的一本瓜拉尼语-西班牙语词典）和《Arte y bocabvlario de la lengua guaraní》（1722年出版的一本语法纲要和词典）中。
在这些早期的书中，字母和拼写并不是很一致，并且和现代的方式有相当大的不同。1867年，巴拉圭总统弗朗西斯科·索拉诺·洛佩茨元帅（Francisco Solano López）召集字体会议(Convenio de Escritura para regularlo)以规范书写方式，但并没有成功。
字体最终于1950年演变成今天这种标准化的形式。这得益于雷纳尔多·迪考德·拉尔洛萨(Reinaldo Decoud Larrosa)在蒙得维的亚发起的瓜拉尼语言会议(el Congreso de la Lengua Guaraní)。这种标准受到国际音标的影响，现在广泛施行于巴拉圭。由於受到西班牙語的影響，有部份詞語亦採用了跟西班牙語類似的拼法，例如：含有"gui"的文字，其"u"上會按其發音或會添置附點。
然而，学者们关于标准的细节问题仍然有不同意见。一些学者觉得连字母"CH"应改为"X"；有波浪號的"G̃"应直接以G代替，而将鼻音符号置于邻近的元音上面。
achegety是一个用来指代瓜拉尼人的新语，它由a-che-ge (字母表中前三个字母) 和 ty（意思是 "群体"、"集体"）组成。

## 地名与某些专用名
阿根廷、乌拉圭、巴拉圭以及巴西语中有许多固有的地名和人名来源于瓜拉尼语。它们以西班牙语和葡萄牙语的规则书写，但是发音却在过去的数个世纪中不断改变，到了现在，他们已经不能讓瓜拉尼语的使用者理解了。